# Анди Рам
Анди Рам (на иврит: אנדי רם‎) е професионален тенисист от Израел.

## Биография
Андреас Рам е роден на 10 април 1980 г. в Монтевидео, Уругвай, и е евреин.

## Кариера
Анди Рам е професионален тенисист от 1998 г. Играч на двойки.
В турнирите от големия шлем е печелил на Откритото първенство по тенис на Австралия през 2010 година.